# Please Forgive Me
"Please Forgive Me" je singl kanadskog pjevača Bryana Adamsa iz 1993. Skladba je bila bonus pjesma s Adamsovog kompilacijskog albuma So Far So Good. Postala je #1 u nekoliko zemalja, dok je u SAD-u dosegla #7.

## Song
"Please Forgive Me" je ljubavna balada koju su napisali Adams i producent Robert "Mutt" Lange, autor Adamsova najvećeg hita, "(Everything I Do) I Do It for You".
Postoji nekoliko inačica pjesme: ona s albuma traje oko 5 minuta i ima instrumentalni uvod električne gitare i klavira.

## Popis skladbi na singlu
1. "Please Forgive Me" (Radio Edit)
2. "Can't Stop This Thing We Started (Live)"
3. "There Will Never Be Another Tonight (Live)"
4. "C'mon Everybody (Live)"

## Glazbeni spot
Video za pjesmu režirao je Andrew Catlin. Snimljen je u pariškom glazbenom studiju "Guillaume Tell", a u njemu se pojavljuju Adams, njegov sastav i pas vlasnika studija.

## Vanjske poveznice
- Glazbeni spot na YouTubeu